# Facundo: civiltà e barbarie
Facundo: civiltà e barbarie (nell'originale spagnolo Facundo: Civilización y Barbarie, IPA: /fa.ˈkũn̪.do si.βi.li.ˈsa.sjon i bar βarje/) è un libro scritto nel 1845 da Domingo Faustino Sarmiento, scrittore e giornalista che divenne il settimo presidente dell'Argentina. È una pietra miliare della letteratura latinoamericana: un'opera di non-fiction creativa che ha contribuito a definire i parametri per pensare allo sviluppo, alla modernizzazione, al potere e alla cultura della regione. Sottotitolato Civilization and Barbarism, Facundo mette in contrasto la civiltà e la barbarie per come erano concepiti all'inizio del XIX secolo in Argentina. Il critico letterario Roberto González Echevarría definisce l'opera "il libro più importante scritto da un latinoamericano in qualsiasi disciplina o genere". 
Facundo descrive la vita di Juan Facundo Quiroga, un gaucho che aveva terrorizzato la provincia dell'Argentina negli anni 1820 e 1830. Kathleen Ross, una delle traduttrici della versione in inglese di Facundo, sottolinea che l'autore pubblicò Facundo anche per "denunciare la tirannia del dittatore argentino Juan Manuel de Rosas". Juan Manuel de Rosas governò l'Argentina dal 1829 al 1832 e di nuovo dal 1835 al 1852; fu a causa di Rosas che Sarmiento fu esiliato in Cile, dove scrisse il libro. Sarmiento vede Rosas come erede di Facundo: entrambi sono caudillos e rappresentanti di una barbarie che deriva dalla natura delle campagne argentine.  Come spiega Ross, il libro di Sarmiento è quindi impegnato nella descrizione del "sentimento nazionale argentino, spiegando gli effetti delle condizioni geografiche dell'Argentina sulla personalità, la natura "barbara" della campagna contro l'influenza "civilizzatrice" della città, e il grande futuro che avrebbe atteso l'Argentina quando spalancò le porte all'immigrazione europea ". 
Per tutto il testo, Sarmiento esplora la dicotomia tra civiltà e barbarie. Come osserva Kimberly Ball, "la civiltà è identificata nel nord Europa, Nord America, le città, gli Unitari, Paz e Rivadavia",  mentre "la barbarie è identificata nell'America Latina, la Spagna, l'Asia, il Medio Oriente, la campagna, i federalisti, Facundo e Rosas".  È dal modo in cui Facundo articola questa opposizione che il libro di Sarmiento ha avuto un'influenza così profonda. Nelle parole di González Echevarría: "nel proporre la dialettica tra civiltà e barbarie come conflitto centrale della cultura latinoamericana Facundo ha dato forma a una polemica iniziata nel periodo coloniale e che continua fino ai giorni nostri". 
La prima edizione di Facundo fu pubblicata a puntate nel 1845. Sarmiento eliminò gli ultimi due capitoli della seconda edizione (1851), ma li reinserì nell'edizione del 1874, ritenendo che fossero importanti per lo sviluppo del libro.
La prima traduzione in inglese, di Mary Mann, fu pubblicata nel 1868. Ma una traduzione più moderna e completa fu pubblicata nel 2003 ad opera di Kathleen Ross, dall'Università della California.

## Ambientazione
Sarmiento scrisse Facundo nel 1845, durante il suo esilio in Cile, come un attacco a Juan Manuel de Rosas, il dittatore argentino dell'epoca. Il libro era un'analisi critica della cultura argentina così come la vedeva, rappresentata da uomini come Rosas e il leader regionale Juan Facundo Quiroga, un combattente di La Rioja. Per Sarmiento, Rosas e Quiroga erano caudillos, uomini forti che non si sottomettevano alla legge.  Tuttavia, se la descrizione di Facundo è legata alla natura selvaggia della campagna, Rosas è raffigurato come un opportunista che sfrutta la situazione per arrivare al potere. 
Il libro di Sarmiento è una critica ma anche un risultato dei conflitti culturali argentini. Nel 1810, il paese aveva ottenuto l'indipendenza dall'impero spagnolo, ma Sarmiento denuncia il fatto che l'Argentina non era ancora coerente in quanto entità unificata. La principale divisione politica del Paese vedeva contrapporsi ai federalisti, gli unitaristi (o unitariani, con cui si schierava Sarmiento), favorevoli alla centralizzazione, i quali ritenevano che le regioni dovessero mantenere una buona autonomia. Questa divisione era in parte una scissione tra la città e la campagna. Allora come oggi, Buenos Aires era la città più grande e ricca del paese grazie al suo accesso alle rotte commerciali fluviali e all'Atlantico meridionale. Buenos Aires è stata esposta non solo al commercio, ma a nuove idee e alla cultura europea. Queste differenze economiche e culturali hanno causato tensioni tra Buenos Aires e le regioni del paese senza sbocco sul mare.  Nonostante le sue simpatie unitariste, lo stesso Sarmiento proveniva dalle province, originario della città occidentale di San Juan.

### Guerra civile argentina
Le divisioni dell'Argentina portarono ad una guerra civile che iniziò nel 1814. All'inizio degli anni venti dell'Ottocento si raggiunse un fragile accordo, che portò all'unificazione della Repubblica appena in tempo per intraprendere la Guerra Cisplatina contro l'Impero del Brasile, ma i rapporti tra le Province raggiunsero nuovamente il punto di rottura nel 1826, quando l'unitarista Bernardino Rivadavia fu eletto presidente e cercò di imporre una costituzione centralista di recente emanazione. I sostenitori del governo decentralizzato sfidarono il Partito Unitarista, provocando lo scoppio della violenza. I federalisti Juan Facundo Quiroga e Manuel Dorrego volevano una maggiore autonomia per le province ed erano inclini a rifiutare la cultura europea.  Gli unitaristi difesero la presidenza di Rivadavia, poiché creò opportunità d'istruzione per gli abitanti delle zone rurali attraverso un programma universitario con personale europeo. Tuttavia, sotto il governo di Rivadavia, i salari dei lavoratori comuni erano soggetti a massimali salariali governativi,  ed i gauchos ("cavalieri della pampa che combattevano il bestiame")  furono imprigionati o costretti a lavorare senza paga. 
Una serie di governatori furono insediati e sostituiti a partire dal 1828 con la nomina del federalista Manuel Dorrego a governatore di Buenos Aires.  Tuttavia, il governo di Dorrego fu ben presto rovesciato e sostituito da quello dell'unitarista Juan Lavalle.  Il governo di Lavalle terminò quando fu sconfitto da una milizia di gauchos guidati da Rosas. Alla fine del 1829, il legislatore aveva nominato Rosas governatore di Buenos Aires.  Durante il governo di Rosas, molti intellettuali fuggirono in Cile, come fece Sarmiento, o in Uruguay, come osserva lo stesso Sarmiento. 

### Juan Manuel de Rosas

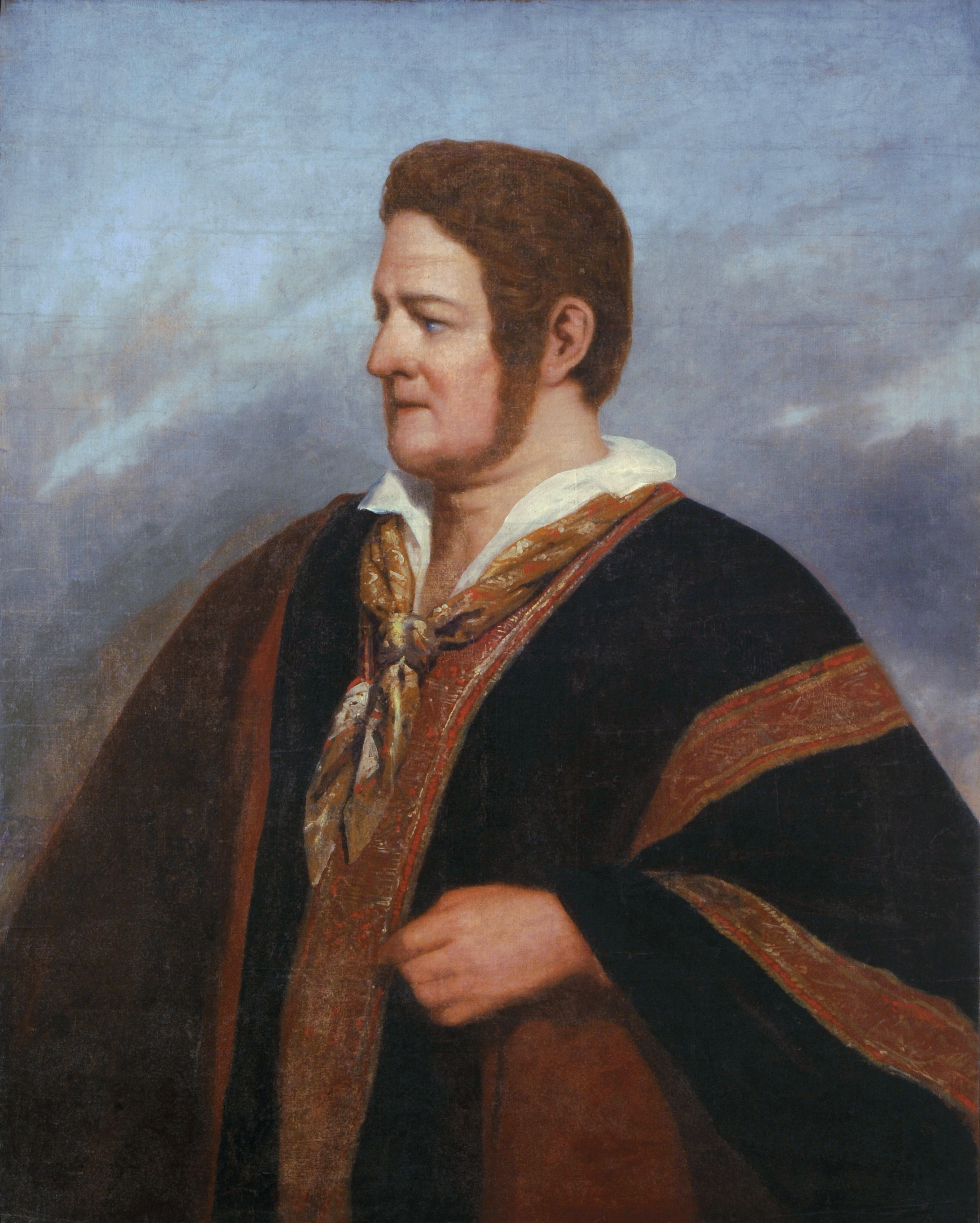
Ritratto di Rosas, dipinto da Raymond Monvoisin

Secondo lo storico latinoamericano John Lynch, Juan Manuel de Rosas fu "un proprietario terriero, un caudillo rurale e il dittatore di Buenos Aires dal 1829 al 1852".  Nacque in una famiglia benestante di alto rango sociale, ma la rigida educazione di Rosas ebbe una profonda influenza psicologica su di lui.  Sarmiento afferma che a causa della madre di Rosas, "la dimostrazione dell'autorità e della servitù deve aver lasciato segni duraturi su di lui".  Poco dopo aver raggiunto la pubertà, Rosas fu mandato in ranch e vi rimase per circa trent'anni. Col tempo imparò a gestire il ranch e istituì un governo autoritario nella zona. Mentre era al potere, Rosas incarcerò i residenti per ragioni non specificate, atti che Sarmiento afferma fossero simili al trattamento riservato da Rosas al bestiame. Sarmiento sostiene che questo era un metodo per rendere i suoi cittadini come il "bestiame più docile e ordinato conosciuto". 
Il primo mandato di Juan Manuel de Rosas come governatore durò solo tre anni. Il suo governo, assistito da Juan Facundo Quiroga ed Estanislao López, ottenne rispetto ed elogi per la sua capacità di mantenere l'armonia tra Buenos Aires e le zone rurali.  Nacquero dei disordini nel paese nel 1832 dopo le dimissioni di Rosas che poi nel 1835 fu nuovamente chiamato a guidare il paese. Governò il paese non come fece durante il suo primo mandato come governatore, ma come dittatore, costringendo tutti i cittadini a sostenere il suo regime federalista.  Secondo Nicolas Shumway, Rosas "obbligò i cittadini a portare le insegne federaliste rosse, e la sua foto apparve in tutti i luoghi pubblici... Sempre più nemici di Rosas, reali ed immaginari, furono imprigionati, torturati, assassinati o cacciati in esilio dalla mazorca, una banda di spie e teppisti supervisionati personalmente da Rosas. Le pubblicazioni furono censurate ed i giornali porteño divennero per il regime noiosi mezzi per fornire scuse.

### Domingo Faustino Sarmiento

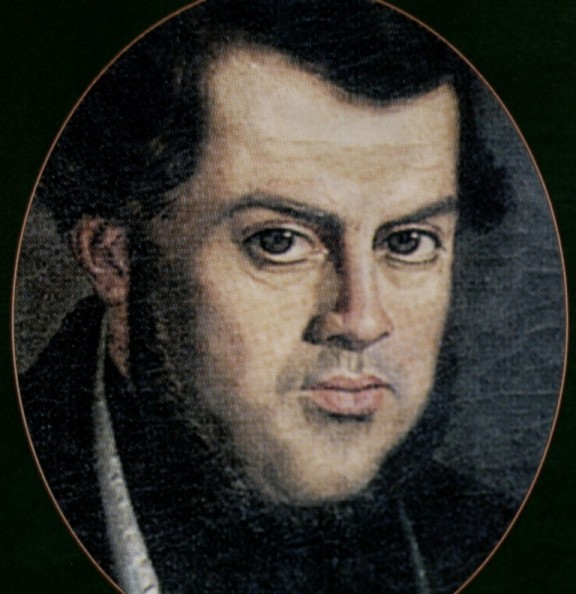
Ritratto di Sarmiento durante il suo esilio in Cile; di Franklin Rawson

In Facundo, Sarmiento è sia il narratore che il personaggio principale. Il libro contiene elementi autobiografici della vita di Sarmiento il quale commenta l'intera situazione in Argentina. Inoltre esprime e analizza la propria opinione e racconta alcuni eventi storici. All'interno della dicotomia del libro tra civiltà e barbarie, il personaggio di Sarmiento rappresenta la civiltà, intrisa com'è di idee europee e nordamericane; è sinonimo di educazione e sviluppo, al contrario di Rosas e Facundo, che simboleggiano la barbarie.
Sarmiento era un educatore, un uomo civilizzato e un militante aderente al movimento unitarista. Durante la guerra civile in Argentina combatté più volte contro Facundo e, mentre era in Spagna, divenne membro della Società letteraria dei professori. Fu esiliato in Cile quando iniziò a scrivere Facundo, poi tornò nelle vesti di politico. Fu membro del Senato dopo la caduta di Rosas e presidente dell'Argentina per sei anni (dal 1868 al 1874). Durante la sua presidenza, Sarmiento diede importanza a migrazione, scienze e cultura. Le sue idee erano basate sulla civiltà europea; secondo lui, lo sviluppo di un paese era radicato nell'istruzione. A tal fine, fondò i college militari e navali dell'Argentina.

## Sinossi

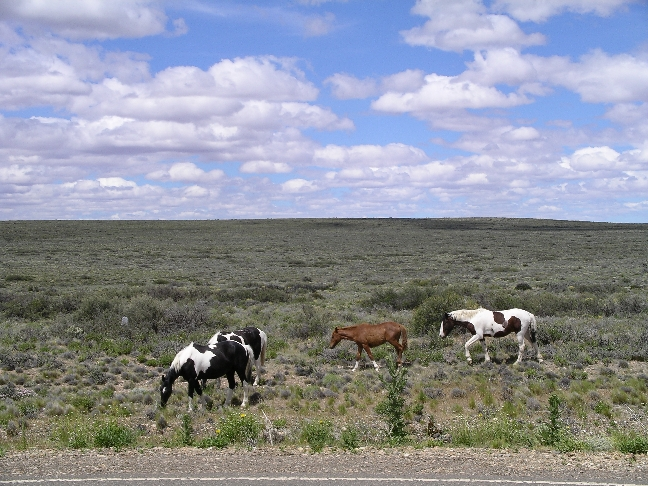
Le pianure argentine, o pampas. Per Sarmiento, questa geografia desolata e informe era un fattore chiave del "fallimento" dell'Argentina nel raggiungere la civilizzazione a metà del XIX secolo.

Dopo una lunga introduzione, i quindici capitoli del Facundo si dividono principalmente in tre sezioni: i capitoli dall'uno al quattro descrivono la geografia, l'antropologia e la storia dell'Argentina; i capitoli dal cinque al quattordici raccontano la vita di Juan Facundo Quiroga; e il capitolo conclusivo espone la visione di Sarmiento di un futuro per l'Argentina sotto un governo unitarista.  Nelle parole di Sarmiento, il motivo per cui ha scelto di fornire un contesto argentino e usare Facundo Quiroga per criticare la dittatura di Rosas è che "in Facundo Quiroga non vedo solo un caudillo, ma una manifestazione della vita argentina come è stata influenzata dalla colonizzazione e le peculiarità del territorio". 

### Contesto argentino

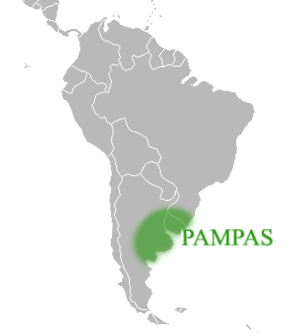
Sud America, che mostra l'entità della pampa in Argentina, Uruguay e Brasile meridionale

Facundo inizia con una descrizione geografica dell'Argentina, dalle Ande ad ovest fino alla costa atlantica orientale, dove i due principali sistemi fluviali convergono al confine tra Argentina e Uruguay. Questo estuario del fiume, chiamato Rio de Plata, si trova vicino a Buenos Aires, la capitale. Attraverso la sua riflessione sulla geografia dell'Argentina, Sarmiento dimostra i vantaggi di Buenos Aires; i sistemi fluviali rappresentavano arterie di comunicazione che, consentendo il commercio, aiutarono la città a raggiungere la civiltà. Buenos Aires non è riuscita a diffondere la civiltà nelle aree rurali e, di conseguenza, gran parte del resto dell'Argentina è stata condannata alla barbarie. Sarmiento sostiene anche che le pampas, pianure ampie e deserte dell'Argentina, "non hanno fornito alcun posto alle persone dove fuggire e nascondersi per difendersi e questo impedì la civilizzazione nella maggior parte dell'Argentina".  Nonostante le barriere alla civiltà causate dalla geografia argentina, Sarmiento sostiene che molti dei problemi del paese furono causati da gauchos come Juan Manuel de Rosas, i quali erano barbari, senza istruzione, ignoranti e arroganti; il loro modo di fare impedì il progresso della società argentina verso la civiltà.  Sarmiento descrive quindi i quattro tipi principali di gaucho e le caratteristiche di ognuno aiutano a comprendere i leader argentini, come Juan Manuel de Rosas.  Sarmiento sostiene che senza una comprensione di questo genere di personaggi argentini, "è impossibile capire i nostri politici, o la primordiale natura americana per la lotta sanguinolenta che lacera la Repubblica argentina". 
Sarmiento passa poi ai contadini argentini, che sono "indipendenti da ogni bisogno, liberi da ogni sottomissione, senza alcuna idea di governo".  I contadini si riuniscono nelle taverne, dove trascorrono il loro tempo bevendo e giocando d'azzardo. Mostrano il loro desiderio di dare prova della loro forza fisica con equitazione e combattimenti con i coltelli. Raramente queste manifestazioni hanno portato alla morte e Sarmiento osserva che la residenza di Rosas è stata talvolta utilizzata come rifugio in tali occasioni, prima che lui diventasse politicamente potente. 
Secondo Sarmiento, questi elementi sono cruciali per la comprensione della rivoluzione argentina, in cui l'Argentina ottenne l'indipendenza dalla Spagna. Sebbene la guerra d'indipendenza dell'Argentina sia stata provocata dall'influenza delle idee europee, Buenos Aires era l'unica città che poteva raggiungere la civiltà. Le popolazioni rurali parteciparono alla guerra più per dimostrare le loro forze fisiche che per la volontà di civilizzare il paese. Alla fine, la rivoluzione fu un fallimento perché gli istinti barbarici della popolazione rurale portarono alla perdita e al disonore della città civilizzata — Buenos Aires. 

### Vita di Juan Facundo Quiroga

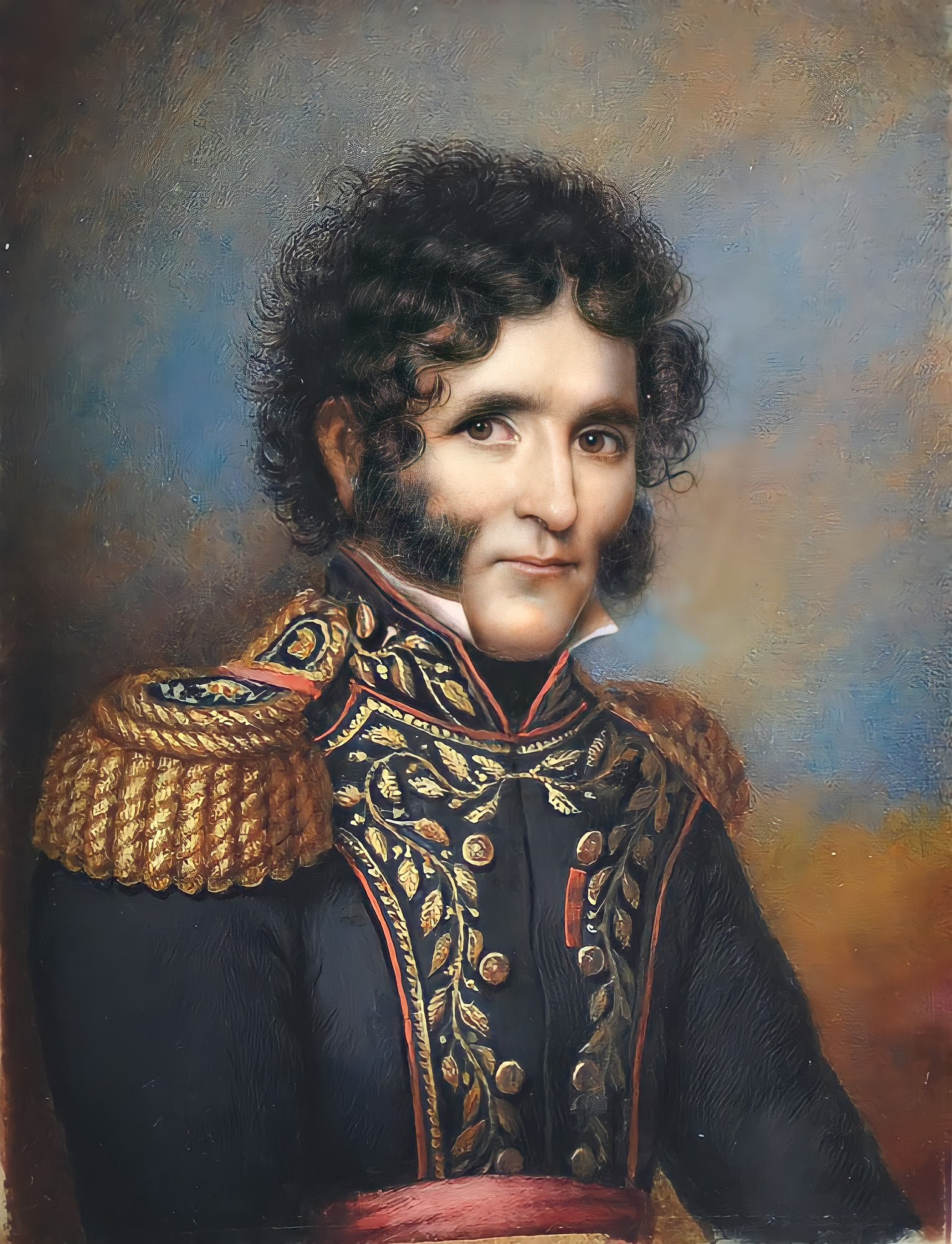
Juan Facundo Quiroga

Come personaggio centrale del Facundo di Sarmiento, Juan Facundo Quiroga rappresenta la barbarie, l'antitesi della civiltà. La seconda sezione del Facundo racconta la vita del personaggio principale, Juan Facundo Quiroga — la "Tigre delle pianure".  Nonostante fosse nato in una famiglia benestante, Facundo ricevette solo un'istruzione di base in lettura e scrittura.  Amava il gioco d'azzardo, per questo era soprannominato el jugador (il giocatore)  — infatti, Sarmiento descrive il suo gioco d'azzardo come "un'ardente passione che brucia al suo interno".  Da giovane Facundo era asociale e ribelle, rifiutava di interagire con altri bambini,  e questa caratteristica andò accentuandosi con il crescere. Sarmiento narra di un episodio in cui Facundo uccise un uomo, scrivendo che questo evento "segnò il suo passaggio nel mondo".  Sarmiento fornisce una descrizione fisica dell'uomo che considera personificare il caudillo: "[aveva] una statura bassa e ben costruita; le sue spalle larghe sostenevano, su un collo corto, una testa ben formata ricoperta di capelli ricci e neri", con "occhi... pieni di fuoco".
I rapporti di Facundo con la sua famiglia finirono per interrompersi e, assumendo la vita di un gaucho, si unì ai caudillos nella provincia di Entre Ríos.  L'uccisione di due prigionieri monarchici dopo un tentativo d'evasione da parte di Facundo lo vide acclamato come un eroe tra i gauchos, e dopo essersi trasferito a La Rioja, Facundo fu nominato leader nella milizia di Llanos. Costruì la sua reputazione e si guadagnò il rispetto dei suoi compagni attraverso le sue feroci esibizioni sul campo di battaglia, ma odiava e cercava di distruggere coloro che differivano da lui essendo civilizzati e ben istruiti. 
Nel 1825, l'unitarista Bernardino Rivadavia divenne il governatore della provincia di Buenos Aires e tenne un incontro con i rappresentanti di tutte le province argentine. Facundo era presente come governatore di La Rioja.  Rivadavia fu presto spodestato e Manuel Dorrego divenne il nuovo governatore. Sarmiento sostiene che Dorrego, un federalista, non era interessato né al progresso sociale né a porre fine alla barbarie in Argentina migliorando il livello di civiltà e di istruzione dei suoi abitanti rurali. Nei disordini che all'epoca caratterizzavano la politica argentina, Dorrego fu assassinato dagli unitaristi e Facundo fu sconfitto dal generale unitarista José María Paz.  Facundo fuggì a Buenos Aires e si unì al governo federalista di Juan Manuel de Rosas. Durante la successiva guerra civile tra le due ideologie, Facundo conquistò le province di San Luis, Cordoba e Mendoza. 
Una volta tornato a casa sua a San Juan, nel quale Sarmiento dice che Facundo governava "unicamente con il suo nome terrificante",  si rese conto che il suo governo mancava del sostegno di Rosas. Si recò a Buenos Aires per affrontare Rosas, il quale gli affidò un'altra missione politica. Sulla via del ritorno, Facundo fu ucciso a colpi d'arma da fuoco a Barranca Yaco, Córdoba.  Secondo Sarmiento, l'omicidio sarebbe stato organizzato da Rosas: "Una storia imparziale attende ancora fatti e rivelazioni, per puntare il dito contro l'istigatore degli assassini". 

### Conseguenze della morte di Facundo

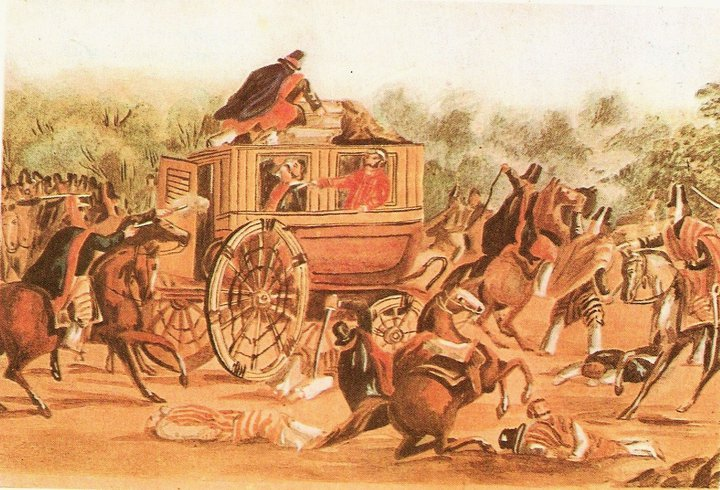
Morte di Facundo Quiroga a Barranca Yaco.

Nei capitoli finali del libro, Sarmiento analizza le conseguenze della morte di Facundo per la storia e la politica della Repubblica Argentina.  Prende in esame ulteriormente il governo e la personalità di Rosas, commentando la dittatura, la tirannia, il ruolo del sostegno popolare e l'uso della forza per mantenere l'ordine. Sarmiento critica Rosas usando le parole del dittatore, facendo commenti sarcastici sulle azioni di Rosas e descrivendo il "terrore" instaurato durante la dittatura, le contraddizioni del governo e la situazione nelle province che erano governate da Facundo. Scrive Sarmiento: "Il nastro rosso è una materializzazione del terrore che ti accompagna ovunque, per le strade, in seno alla famiglia; bisogna pensarci quando ci si veste, quando ci si spoglia, e le idee sono sempre impresse su di noi per associazione". 

Per concludere, Sarmiento esamina l'eredità del governo di Rosas attaccando il dittatore e ampliando la dicotomia civiltà-barbarie. Mettendo la Francia contro l'Argentina, che rappresenta rispettivamente la civiltà e la barbarie, Sarmiento contrasta la cultura e la ferocia:
L'assedio della Francia durò per due anni e il governo "americano", ispirato dallo spirito "americano", si confrontò con la Francia, i principi europei, le pretese europee. I risultati sociali del blocco francese, tuttavia, furono fruttuosi per la Repubblica argentina, e servirono a dimostrare in tutta la loro nudità lo stato d'animo di allora e i nuovi elementi di lotta, che dovevano innescare una guerra feroce che poteva finire solo con la caduta di quel mostruoso governo. 

## Genere e stile
Il critico e filosofo spagnolo Miguel de Unamuno esprime il proprio parere sul libro: "Non ho mai preso Facundo di Sarmiento come un'opera storica, né penso che possa essere molto apprezzato sotto quest'aspetto. L'ho sempre concepita come un'opera letteraria, come un romanzo storico".  Tuttavia, Facundo non può essere classificato come un romanzo o un genere specifico letterario. Secondo González Echevarría, il libro è allo stesso tempo un "saggio, biografia, autobiografia, romanzo, epico, memoriale, confessione, trattato politico, diatriba, trattato scientifico e diario di viaggio".  Lo stile di Sarmiento e il suo racconto della vita di Facundo uniscono le tre parti distinte del suo lavoro. Anche la prima sezione, che descrive la geografia dell'Argentina, segue questo modello, poiché Sarmiento sostiene che Facundo è un prodotto naturale di quell'ambiente. 
Il libro è in parte anche di fantasia: Sarmiento attinge alla sua immaginazione oltre al fatto storico nel descrivere Rosas. In Facundo, Sarmiento delinea la sua tesi secondo cui la dittatura di Rosas è la causa principale dei problemi dell'Argentina. I temi di barbarie e ferocia che caratterizzano il libro sono, per Sarmiento, conseguenze della dittatura di Rosas.  Per sostenere la sua tesi, Sarmiento spesso ricorre a mezzi tipici della letteratura.

## Temi

### Civiltà e barbarie

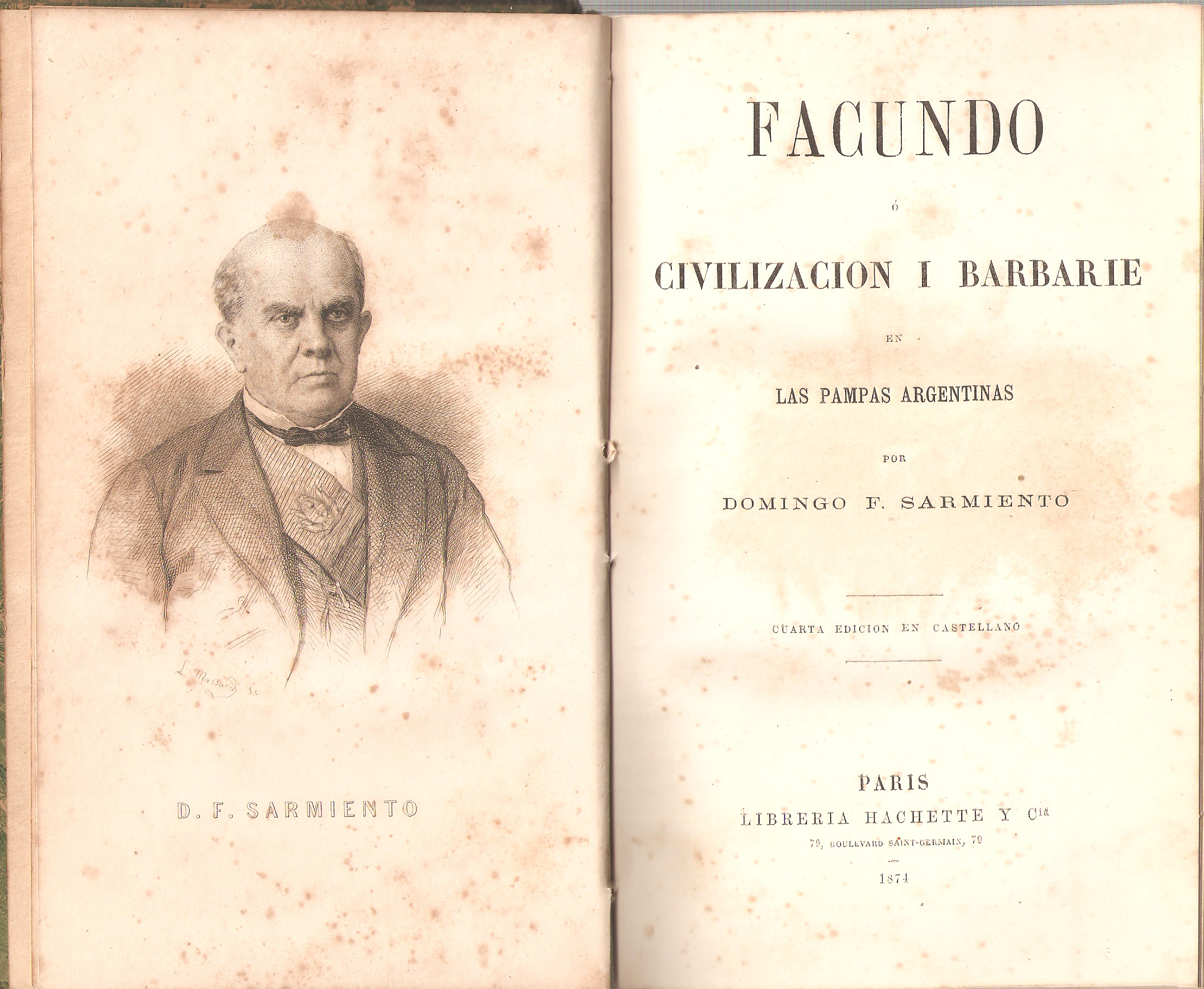
4ª edizione in spagnolo. Parigi, 1874.

Facundo non è solo una critica alla dittatura di Rosas, ma anche un'indagine più ampia sulla storia e la cultura argentina, che Sarmiento traccia attraverso l'ascesa, il governo controverso e la caduta di Juan Facundo Quiroga, un archetipico caudillo argentino. Sarmiento riassume il messaggio del libro nella frase "Questo è il punto: essere o non essere selvaggi".  La dicotomia tra civiltà e barbarie è il tema principale del libro; Facundo Quiroga è ritratto come selvaggio, indomito e contrario al vero progresso attraverso il rifiuto degli ideali culturali europei —  identificati a quel tempo nella società metropolitana di Buenos Aires. 
Il conflitto tra civiltà e barbarie rispecchia le difficoltà dell'America Latina nella fase post-indipendenza. Il critico letterario Sorensen Goodrich sostiene che, sebbene Sarmiento non sia stato il primo ad articolare questa dicotomia, l'ha costruita potente e prominente in modo tale da avere un impatto sulla letteratura latinoamericana. Analizza la questione della civiltà contro gli aspetti più rozzi della cultura dei caudillos di brutalità e potere assoluto. Facundo ha presentato un messaggio di opposizione che ha promosso un'alternativa vantaggiosa per la società in generale. Sebbene Sarmiento sostenesse vari cambiamenti, come funzionari onesti che capivano idee illuministiche di origine europea e classica, per lui l'educazione era la chiave. I caudillos come Facundo Quiroga sono visti, all'inizio del libro, come l'antitesi dell'istruzione, dell'alta cultura e della stabilità civile; la barbarie era come una litania senza fine di mali sociali.  Essi sono agenti che portano solo instabilità e caos, che distruggono le società attraverso il loro palese disprezzo per l'umanità e il progresso sociale. 
Se Sarmiento si considerava civilizzato, allora Rosas era un barbaro. Lo storico David Rock afferma che "gli oppositori contemporanei insultarono Rosas in quanto un sanguinario tiranno e un simbolo di barbarie".  Sarmiento attaccò Rosas attraverso il suo libro promuovendo l'istruzione e lo status di "civiltà", mentre Rosas usò il potere politico e la forza bruta per rimuovere qualsiasi tipo di ostacolo. Collegando l'Europa con la civiltà e la civiltà con l'istruzione, Sarmiento espresse un'ammirazione per la cultura e la civiltà europee che allo stesso tempo gli arrecò un senso di insoddisfazione per la propria cultura, motivandolo a guidarla verso la civiltà.  Usando il deserto della pampa per rafforzare la sua analisi sociale, classifica coloro che erano isolati e contrari al dialogo politico come ignoranti e anarchici — simboleggiati dalla desolata geografia fisica dell'Argentina.  Al contrario, l'America Latina è riconducibile alla barbarie, che Sarmiento utilizzò principalmente per illustrare il modo in cui l'Argentina era mal collegata alle numerose risorse che la circondavano, limitando la crescita del paese. 
La critica americana Doris Sommer vede una connessione tra l'ideologia di Facundo e le letture di Sarmiento di Fenimore Cooper. Collega le osservazioni di Sarmiento sulla modernizzazione e la cultura al discorso americano sull'espansione e il progresso del XIX secolo. 

### Scrittura e potere
Nella storia che segue l'indipendenza dell'America latina, si diffusero le dittature — alcuni esempi sono quella di José Gaspar Rodríguez de Francia del Paraguay nel XIX secolo e quella del cileno Augusto Pinochet nel 20°. In questo contesto, la letteratura latinoamericana risaltò per il romanzo di protesta, o romanzo del dittatore; la storia principale è basata sulla figura del dittatore, il suo comportamento, le caratteristiche e la situazione delle persone sotto il suo regime. Scrittori come Sarmiento usavano il potere della scrittura per criticare il governo, usando la letteratura come strumento, richiesta di resistenza e arma contro la repressione. 
Sfruttare la correlazione tra scrittura e potere è stata una delle strategie di Sarmiento. Secondo lui, la scrittura doveva essere un catalizzatore per l'azione.  Mentre i gauchos combattevano con armi fisiche, Sarmiento usava la sua voce e il suo linguaggio.  Sorensen afferma che Sarmiento ha usato "il testo come [una] arma".  Sarmiento scriveva non solo per l'Argentina ma anche per un pubblico più ampio, soprattutto per gli Stati Uniti e l'Europa; per Sarmiento, queste regioni erano vicine alla civiltà; il suo scopo era quello di indirizzare i suoi lettori verso il suo punto di vista politico.  Nelle numerose traduzioni di Facundo, è chiara l'associazione di Sarmiento della scrittura a potere e conquista. 
Dal momento che i suoi libri servono spesso come strumento per il suo manifesto politico, gli scritti di Sarmiento comunemente deridono i governi, l'esempio più importante è appunto Facundo.  Egli eleva il proprio status a scapito dell'élite dominante, quasi ritraendosi come invincibile grazie al potere della scrittura. Verso la fine del 1840 Sarmiento fu esiliato per le sue opinioni politiche. Coperto di contusioni provocate il giorno prima da soldati indisciplinati, scrisse in francese "On ne tue point les idees" (citato erroneamente da "on ne tyre pas des coups de fusil aux idees", che significa "le idee non possono essere uccise dai fucili" ). Il governo decise di decifrare il messaggio e, dopo aver appreso la traduzione, disse: "Allora! Cosa significa?" .  Data l'incapacità dei suoi oppressori di comprendere il suo significato, Sarmiento fu in grado di illustrare la loro inettitudine. Le sue parole furono presentate come un "codice" che necessita di essere "decifrato",  e a differenza di Sarmiento chi è al potere è barbaro e ignorante. Il loro sconcerto non solo dimostrò la loro generale ignoranza, ma, secondo Sorensen, illustra anche "il profondo squilibrio provocato da qualsiasi trapianto culturale", dal momento che gli abitanti delle campagne argentine e gli associati di Rosas non erano in grado di accettare la cultura civilizzata che secondo Sarmiento avrebbe portato al progresso in Argentina.

## Eredità
Secondo la traduttrice Kathleen Ross, Facundo è "una delle opere più importanti della letteratura storica ispano-americana".  Ebbe una forte influenza nell'avviare un "progetto per la modernizzazione",  con il suo utile messaggio amplificato da una "straordinaria bellezza e passione".  Ciò nonostante, per il critico letterario González Echevarría non è solo un testo potente e fondamentale, ma "il primo classico latinoamericano e il libro più importante scritto sull'America Latina da un latinoamericano in qualsiasi disciplina o genere". L'influenza politica del libro può essere vista nella successiva ascesa al potere di Sarmiento. Divenne presidente dell'Argentina nel 1868 e fu finalmente in grado di applicare le sue teorie per garantire il raggiungimento della civilizzazione della sua Nazione.  Sebbene Sarmiento abbia scritto diversi libri, considerava Facundo come il libro che legittimò le sue opinioni politiche. 
Stando a quanto dice Sorensen, "i primi lettori di Facundo furono profondamente influenzati dai contrasti che precedettero e seguirono la dittatura di Rosas, e le loro opinioni risultarono dal loro rapporto con il conflitto per l'egemonia politica e interpretativa".  González Echevarría osserva che Facundo fornì ad altri scrittori l'ispirazione per analizzare la dittatura in America Latina, e afferma che viene letto ancora oggi perché Sarmiento creò "una voce per gli odierni autori latinoamericani".  Il motivo di ciò, secondo González Echevarría, è che "gli autori latinoamericani lottano con la sua eredità, riscrivendo Facundo nelle loro opere mentre cercano di liberarsi dal suo discorso".  I successivi romanzi del dittatore, come Il Signor Presidente di Miguel Ángel Asturias e La festa della capra di Mario Vargas Llosa, si basarono sulle sue idee,  e la conoscenza di Facundo migliora la comprensione da parte del lettore di questi libri scritti successivamente. 
C'è dell'ironia nel fatto che l'impatto della saggistica e letteratura di finzione di Sarmiento, secondo quanto afferma González Echevarría, abbia trasformato la figura del gaucho in un "oggetto di nostalgia, di origini perdute attorno alle quali costruire una mitologia nazionale".  Non solo Sarmiento fallì nel tentativo di eliminare la figura del gaucho ma lo trasformò addirittura in un "simbolo nazionale".  González Echevarría sostiene inoltre che Juan Facundo Quiroga continua ad esistere, in quanto rappresenta "la nostra lotta irrisolta tra il bene e il male e nella nostra vita l'inesorabile avvicinarsi verso la morte".  Secondo la traduttrice Kathleen Ross, "Facundo continua a suscitare polemiche e dibattiti perché contribuisce ai miti nazionali di modernizzazione, anti-populismo e ideologia razzista".

## Storia della pubblicazione e della traduzione
La prima edizione di Facundo fu pubblicata a puntate nel 1845, nella sezione letteraria del quotidiano cileno El Progreso. La seconda edizione, pubblicata sempre in Cile (nel 1851), ma conteneva modifiche significative: Sarmiento rimosse gli ultimi due capitoli su consiglio di Valentín Alsina, un avvocato e politico argentino esiliato. Tuttavia le sezioni mancanti riapparvero nel 1874 in un'edizione successiva, poiché considerate fondamentali da Sarmiento per lo sviluppo della storia. Fra la seconda edizione del 1851 e la quarta edizione del 1874, ci fu la terza edizione del 1868 che conteneva piccole correzioni fatte dal grammatico cubano Mantilla che, disse Sarmiento in una lettera a Matías Calandrelli che venne messa da prologo alla sesta edizione del 1889, "trovò poco da correggere nelle (edizioni) precedenti, colpitogli le frequenti occorrenze di locuzioni antiquate ma schiette che attribuì alla lettura di antichi autori castigliani." ("hallando poco que corregir de las anteriores, llamándole la atención la ocurrencia (sic) frecuente de locuciones anticuadas pero castizas que atribuía a muchas lecturas de autores castellanos antiguos")
Facundo fu tradotto per la prima volta nel 1868, da Mary Mann, con il titolo La vita nella Repubblica argentina ai tempi dei tiranni; o, civiltà e barbarie. Più recentemente, Kathleen Ross ha redatto una traduzione moderna e completa, pubblicata nel 2003 dalla University of California Press. Nella "introduzione della traduttrice" di Ross, osserva che la versione del testo del XIX secolo di Mann è stata influenzata dall'amicizia di Mann con Sarmiento e dal fatto che all'epoca era un candidato alle elezioni presidenziali argentine: "Mann desiderava promuovere la causa del suo amico all'estero presentando Sarmiento come ammiratore ed emulatore delle istituzioni politiche e culturali degli Stati Uniti". Quindi questa traduzione ha tagliato gran parte di ciò che ha distinto il lavoro di Sarmiento all'interno della tradizione ispanica. Continua Ross: "Colpisce particolarmente l'eliminazione delle metafore da parte di Mann, lo strumento stilistico forse più caratteristico della prosa di Sarmiento".